# Falanges Libanesas
As Falanges libanesas (em árabe الكتائب اللبنانية [Al Kataib Al Lubnaniyya], geralmente designadas simplesmente como Kata'ib) constituem um partido político de direita do Líbano, fundado em 1936 por Pierre Gemayel, Najib Acouri, George Naccache (jornalista), Charles Helou (depois Presidente da República), Hamid Frangié e Chafic Nassif. Fortemente nacionalistas, e militarizados desde 1975, as Falanges se opuseram durante muito tempo a outras correntes cristãs, dentre as quais aquela do primeiro presidente do Líbano, Émile Eddé, francófilo e pró-israelense.
Embora se defina oficialmente como uma organização política secular, a maioria dos seus componentes é cristã maronita. As Falanges estiveram implicadas em numerosos atos de guerra e massacres durante a Guerra Civil Libanesa (1975-1990), a exemplo do massacre de refugiados palestinos, nos campos de Sabra e Shatila.

## História
O Kata'ib foi formado em 1936 como uma organização paramilitar de jovens maronitas. Pierre Gemayel, modelou o partido segundo a Falange Espanhola e o Partido Nacional Fascista italiano e a partir de suas observações acerca da Alemanha nazista quando esteve em Berlim como atleta olímpico nas Olimpíadas de 1936. O uniforme a organização originalmente incluía a camisa parda semelhante à dos membros da SA e os falangistas usavam a mesma saudação nazista.
Em 1943, o Kata'ib teve um papel fundamental para que o Líbano se tornasse independente da França. Os falangistas colaboraram com o movimento sunita Al-Najjada e Pierre Gemayel torna-se um dos pais da pátria libanesa.
Embora o partido fosse fortemente nacionalista - opondo-se à presença de países ocidentais no Líbano tanto quanto ao pan-arabismo - a maior parte dos seus membros sempre colaborou com Israel. O Kata'ib foi renomeado Partido Social Democrata em 1952 e integrou o parlamento libanês nas eleições legislativas de abril de  1951, elegendo seus candidatos em Beirute, Akkar e no vale do Bekaa.
O partido esteve na vanguarda do conflito civil de 1958, que opôs os nasseristas ao Presidente Camille Chamoun. A contrarrevolta que o Kata'ib empreende após a nomeação do primeiro governo do presidente Fuad Chehab leva à instalação do Gabinete dos Quatro, dirigido por Rachid Karame e incluindo Pierre Gemayel e Hussein Oueynie e Raymond Eddé pelos maronitas. Em 1969, Pierre Gemayel aceita, sob pressão internacional, os acordos do Cairo  contrariando as tentativas do Presidente Charles Helou de limitar a atividade dos fedayin palestinianos, que utilizavam o Líbano como base de ataque contra Israel. O Kata'ib coloca-se então contra os Acordos do Cairo.
Em 1975, o partido reivindica 80 mil filiados. Os atentados realizados por palestinianos contra Israel são retaliados por ataques aéreos israelitas contra o Líbano, acirrando as diferenças políticas entre pró e anti-palestinianos. Em 13 de abril de 1975 dá-se o atentado de Ayin-el-Remmaneh, quando palestinianos tentam assassinar Pierre Gemayel no momento em que este inaugurava uma igreja na periferia de Beirute. Gemayel escapou mas quantro pessoas morreram, incluindo dois maronitas falangistas. Horas mais tarde, falangistas liderados por partidários da família Gemayel mataram 30 militantes palestinianos que estavam dentro de um autocarro, a caminho do campo de refugiados de Tel al-Zaatarno. O episódio ficou conhecido como o Massacre do autocarro. Outras retaliações se seguiram. Começava a guerra civil do Líbano.
Nos anos seguintes, o Kata'ib vê-se enfraquecido por dissensões internas - acerca do papel da Síria e também em relação ao reconhecimento dos Acordos de Taif (1989) pelo partido. Atualmente as Falanges defendem uma política de distanciamento em relação à Síria, ao contrário de outras organizações políticas libanesas, como o Hezbollah.
Após um período de declínio, entre o final da década de oitenta e os anos 1990, as Falanges lentamente ressurgiram no cenário político a partir dos anos 2000, com o nome oficial de Partido Social-Democrata Libanês.
Considerado sectário (ou mesmo fascista) por seus homólogos cristãos, o partido reformulou seu projeto político em 2007, dando ênfase à independência do Líbano e o respeito à diversidade do país.
Atualmente, o Kata'ib faz parte da Aliança 14 de Março, a coalizão minoritária no parlamento libanês e que faz oposição à aliança liderada pelo Hezbollah e pelo Movimento Livre Patriótico.

## Ideologia
- O primado de preservar a nação libanesa, mas com uma identidade "fenícia", distinta de seus vizinhos árabes, muçulmanos. As políticas partidárias foram uniformemente anticomunistas e anti-palestinas e não permitiram nenhum lugar para ideais pan-árabes.
- Uma ideologia nacionalista que considera o povo libanês, particularmente os maronitas, uma nação única e independente da nação árabe. Considera libanês às vezes um fenício e às vezes um povo siríaco.
- Líbano independente, soberano e pluralista que salvaguarde os direitos humanos fundamentais e as liberdades fundamentais para todos os seus eleitores.
- Líbano, uma saída liberal onde o cristianismo oriental, particularmente o catolicismo romano oriental, pode prosperar social, política e economicamente em paz com seus arredores.

## Resultados eleitorais
| Data | Líder            | Votos  | %           | +/-     | Deputados | +/-     |
| ---- | ---------------- | ------ | ----------- | ------- | --------- | ------- |
| 1968 | Pierre Gemayel   |        |             |         | 9 / 99    |         |
| 1972 | Pierre Gemayel   |        |             |         | 10 / 100  |         |
| 2000 | Mounir El Hajj   |        |             |         | 3 / 128   |         |
| 2005 | Karim Pakradouni |        |             |         | 3 / 128   | Estável |
| 2009 | Amine Gemayel    | N/D    | N/D         | N/D     | 5 / 128   | 2       |
| 2018 | Samy Gemayel     | 32 011 | 1,8 / 100,0 |         | 3 / 128   | 2       |
| 2022 | Samy Gemayel     | 33 604 | 1,8 / 100,0 | Estável | 4 / 128   | 1       |